# Omīdcheh
Omīdcheh (persiska: اُميدچِه) är en ort i Iran.   Den ligger i provinsen Ardabil, i den nordvästra delen av landet, 400 km nordväst om huvudstaden Teheran. Omīdcheh ligger 1 502 meter över havet och antalet invånare är 1 710.
Terrängen runt Omīdcheh är platt åt sydost, men åt nordväst är den kuperad. Terrängen runt Omīdcheh sluttar brant österut.Runt Omīdcheh är det ganska tätbefolkat, med 139 invånare per kvadratkilometer. Närmaste större samhälle är Ardabil, 13,9 km öster om Omīdcheh. Trakten runt Omīdcheh består i huvudsak av gräsmarker.